# Alex Gladkov
Alex Gladkov (ur. 22 października 1985) – brytyjski zapaśnik walczący w stylu wolnym. Brązowy medalista Igrzysk Wspólnoty Narodów w 2014 i jedenasty w 2018. Trzeci na mistrzostwach Wspólnoty Narodów w 2011  roku, gdzie reprezentował Szkocję.